# الحركة الشعبية لتحرير السودان – الشمال
الحركة الشعبية لتحرير السودان – الشمال هو حزب سياسي ومنظمة مقاتلة في السودان. وهي تنشط حاليا بصورة رئيسية في ولايتي النيل الأزرق وجنوب كردفان، حيث يشارك فرعها المسلح في تمرد نشط ضد حكومة السودان.